# 厳律シトー会

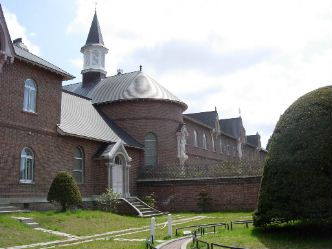
函館市、トラピスチヌ修道院

厳律シトー会（げんりつシトーかい、ラテン語: Ordo Cisterciensis Strictioris Observantiae、略称: O.C.S.O.）は、ヌルシアのベネディクトゥスの作った『聖ベネディクトゥス戒律』を遵守するカトリックの観想修道会。司教の行政干渉を受けない免属修道会(すなわち、教皇と修道会総長にのみ責任を持つ)の特権を受けている。トラピスト会（Trappists）とも言う。

## 歴史的経緯
シトー修道会はベネディクト会を母体とし、1098年にフランス、ブルゴーニュ地方のシトー（現在のサン＝ニコラ＝レ＝シトー）に、モレームのロベールによって創立されたシトー修道院がルーツである。12世紀に活躍したクレルヴォーのベルナルドゥスによって大きく発展し、12－13世紀には全ヨーロッパに約1800の修道院を持つ大修道会となった。その後、17世紀後半にフランス、ノルマンディー地方のトラップ修道院で院長アルマン・ジャン・ル・ブティリエ・ド・ランセが修道規律の改革を起こし、その厳しい規律に従うシトー修道会のグループは厳律シトー修道会、また、修道院の場所の名を取ってトラピスト（女子はトラピスチヌ）と呼ばれるようになった。
修道院の制度としては大修道院（母修道院）の元に、いくつかの修道院（子修道院）が併設されており、大修道院長はその権能を示すため、大修道院内においては、ミサ中に司教冠（ミトラ）と、司教杖（バクルス）を使用することが許されている。(但し、螺旋状であるバクルスの先端を向ける方向が、司教と大修道院長では異なる。)また同じような理由により、司教帽（カロッタ）を被る事もある。また、第2バチカン公会議以前には、大修道院長の権能において下級聖職者の任命を行っていた。なお、本会では管区制を採っていない。
大修道院院長の就任式には、司教以上の位階にある聖職者が主司式者となり、司教叙階式ならびに司教着座式に準じて執り行われる。主な理由として、大修道院長は助祭以上の位階を授ける権能を有していないためである。

## 修道院

### アジア
日本では、灯台の聖母トラピスト大修道院（北海道北斗市）を母院として、男子修道院が北斗市の他に大分県日出町に、女子修道院が函館の他栃木県那須町、兵庫県西宮市、佐賀県伊万里市、大分県宇佐市にある。また、大韓民国慶尚南道昌原市にも女子の子院がある。会員は各修道院の禁域のなかで、「祈り、働け」をモットーにして祈りと労働の日々を送っている。
トラピスト修道院の名で知られる北海道北斗市の男子修道院「灯台の聖母トラピスト大修道院」及び大分県速見郡日出町にある「お告げの聖母トラピスト修道院」と、北海道函館市にある女子修道院の「天使の聖母トラピスチヌ修道院」、通称トラピスチヌ修道院は、いずれも本会の修道院である。

## 産品
一部修道院では、労働自活の一環としてチーズなどの食品類を生産している。ベルギーなどではビール生産に関与しており、そこで生産されるトラピストビールはビールの一ジャンルをなしている。特にベルギーのスクールモン修道院ではチーズとビールを「シメイ (Chimay)」のブランドで生産している。
ボスニア・ヘルツェゴビナ北部のバニャ・ルカにあるマリア・ズビエズダ修道院では、旧ユーゴスラビア社会主義政府により弾圧されたチーズ生産を2008年に復活させた。
日本においてはトラピスト修道院やトラピスチヌ修道院で作られたバターやクッキーが函館土産として知られる。

## 厳律シトー会出身の人物
- 聖ラファエル・アルナイス・バロン